# Censier (droit féodal)
Pour les articles homonymes, voir Censier.

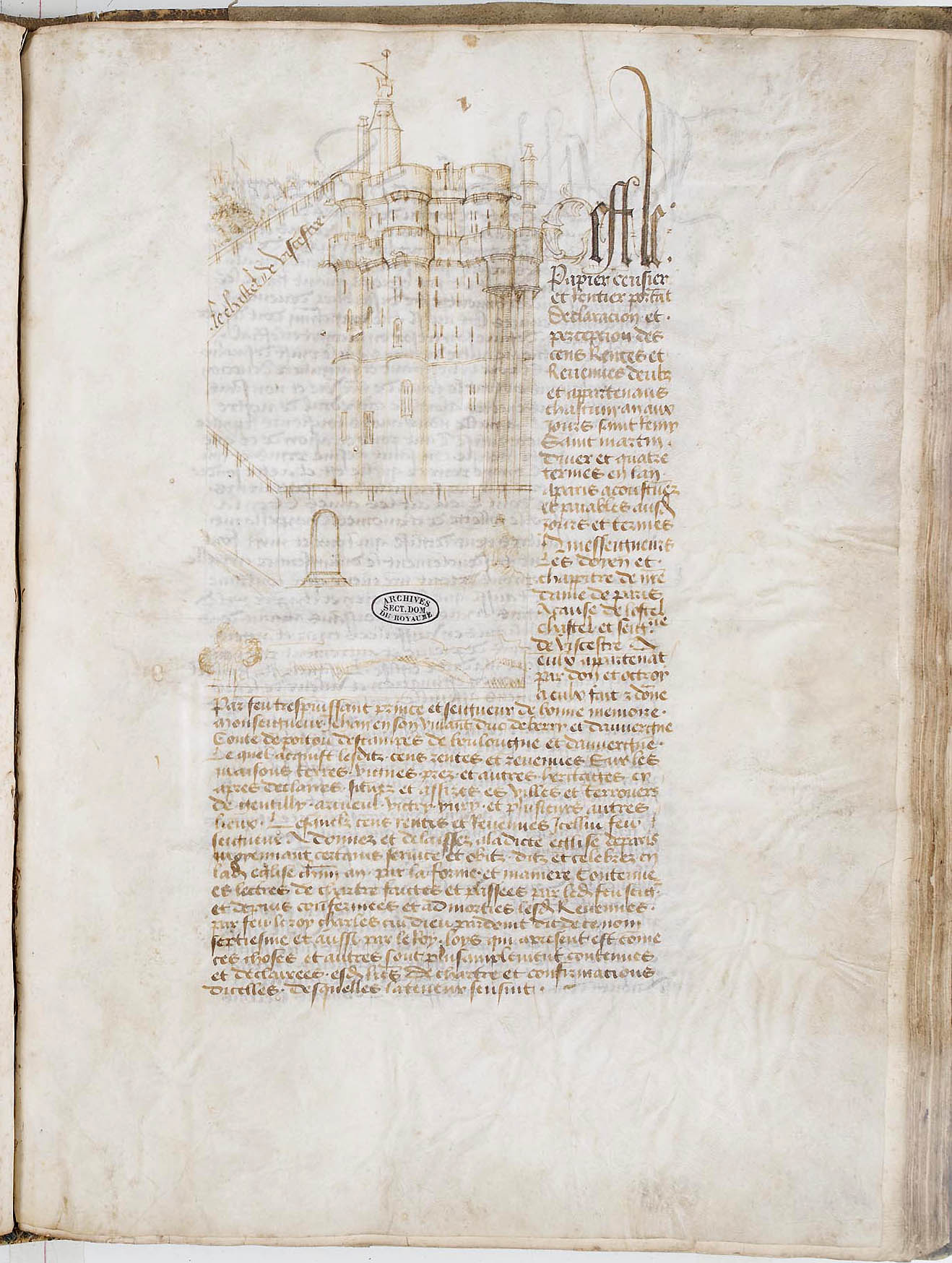
Page du Censier du chapitre Notre-Dame à Bicêtre, 1474.

En droit féodal, le censier recevait ou payait le cens. Il y avait d'une part le seigneur censier à qui le cens était dû et d'autre part celui qui devait le cens (généralement un vilain). Le cens ne concernait que des biens fonciers nus.
Historiquement le cens doit être distingué du fermage et du métayage qui n'apparaissent qu'à la fin de l'époque féodale, vers 1450 et sont des contrats de droit civil.
Aujourd'hui dans le nord de la France et en Belgique, le mot « censier » désigne celui qui tient une cense à ferme c'est-à-dire une métairie, une ferme qu'il loue. Aujourd'hui, ce terme (« cinsier » en picard, « cinsî » en wallon) s'emploie dans l'esprit de cultivateur, d'exploitant agricole, même lorsque celui-ci est propriétaire des terres cultivées.
Censier ou papier censier désigne aussi les registres ou inventaires où était enregistrée la recette des cens et des rentes dues sur leurs tenures par les seigneurs. Ils servaient de facto de titres de propriété.